# Pravčická brána
Pravčická brána är en klippa i Tjeckien. Den ligger i den norra delen av landet, 90 km norr om huvudstaden Prag. Pravčická brána ligger 373 meter över havet.
Terrängen runt Pravčická brána är lite kuperad. Runt Pravčická brána är det glesbefolkat, med 10 invånare per kvadratkilometer. Närmaste större samhälle är Děčín, 12,2 km söder om Pravčická brána. I omgivningarna runt Pravčická brána växer i huvudsak barrskog.